# Jezioro Głomskie
Jezioro Głomskie – jezioro w woj. wielkopolskim, w powiecie złotowskim, w gminie Zakrzewo, leżące na terenie Pojezierza Południowokrajeńskiego.

## Dane morfometryczne
Powierzchnia zwierciadła wody według różnych źródeł wynosi od 21,0 ha przez 22,6 ha do 25,98 ha (lustra wody) lub 29,06 ha (ogólna).
Zwierciadło wody położone jest na wysokości 114,6 m n.p.m. Średnia głębokość jeziora wynosi 2,5 m, natomiast głębokość maksymalna 4,2 m.

## Hydronimia
Dane z państwowego rejestru nazw geograficznych podają urzędową nazwę tego jeziora Głomskie Jezioro. Według spisu opracowanego przez Komisję Nazw Miejscowości i Obiektów Fizjograficznych (KNMiOF) nazwa tego jeziora to Jezioro Głomskie.